# Wilhelm Baumann (Ministerialbeamter)
Wilhelm Baumann (* 1887; † nach 1959) war ein deutscher Ministerialbeamter im Eisenbahnbereich.

## Leben und Tätigkeit
Nach Ende des Ersten Weltkrieges trat Wilhelm Baumann 1919 in den badischen Staatsdienst in Karlsruhe und war bis 1920 im Badischen Finanzministerium tätig. Daraufhin wechselte er zu mehreren Reichsbahndirektionen, bis er 1943 im Reichsverkehrsministerium in Berlin tätig wurde, wo er 1945 das Ende des Zweiten Weltkrieges erlebte. 
In der Amerikanischen Besatzungszone wurde er 1945 Leiter der Finanzabteilung der Oberbetriebsleitung der Deutschen Reichsbahn (Oberbetriebsleitung United States Zone) in Frankfurt am Main. 1947 wechselte Baumann an das Hauptprüfungsamt der Deutschen Reichsbahn bzw. der späteren Deutschen Bundesbahn (DB). In Bielefeld und zuletzt in Offenbach war er für die DB bis zu seiner Pensionierung 1952 tätig. Auf Vorschlag des Bundesministeriums für Verkehr erfolgte 1951 seine Beförderung zum Ministerialdirigenten.

## Schriften (Auswahl)
- Kosten, Preis und Tarif. In: Die Bundesbahn 24 (1950), Nr. 14 vom 20. Juli 1950, S. 354ff.
- Das Anlagekapital der Deutschen Reichsbahn, die Geschichte seiner Bewertung. In: Die Bundesbahn 24 (1950), S. 172ff.